# ハワード・ニュートン
ハワード・ニュートン（Howard Newton、1982年3月16日 - ）は、イングランド出身のサッカー選手。元ガイアナ代表である。ポジションはFW。
同じくガイアナ代表のジェイク・ニュートンは弟。

## 経歴
イングランド生まれだが、弟とともに、父親の母国であるガイアナ代表を選択した。